# Jogos Asiáticos de 2010
Os Jogos Asiáticos de 2010 foram a décima sexta edição do evento multiesportivo realizado na Ásia a cada quatro anos. A sede principal do evento foi Guangzhou (ou Cantão), mas também tiveram eventos em Foshan, Dongguan e Shanwei. Foi a segunda vez que a República Popular da China sediou os Jogos Asiáticos, após Pequim 1990. Pela primeira vez na história, as cerimônias de abertura e encerramento não foram realizadas em uma instalação esportiva.

## Marketing

### Logotipo
O logotipo dos Jogos é uma cabra estilizada, que, na tradição chinesa, é uma bênção e traz sorte. Também é um símbolo da cidade de Guangzhou, conhecida como a "Cidade das Cabras".

### Mascote
As mascotes dos Jogos de Guangzhou são cinco cabras: Xiang (祥), He (和), Ru (如), Yi (意) e Le Yangyang (樂洋洋). Símbolos da sorte na cultura da região, elas representam uma lenda da cidade que diz que, em uma época de escassez de alimentos, cinco cabras desceram dos céus e proveram alimentos para a comunidade.

## Esportes
Em comparação com as 28 modalidades disputadas nos Jogos Olímpicos, os Jogos Asiáticos de 2010 contaram com 42 modalidades em 16 dias de competição. O futebol foi iniciado cinco dias antes da cerimônia de abertura, enquanto 28 e 5 medalhas de ouro foram distribuídas no primeiro dia de competições e no último, respectivamente, e um total de 48 medalhas de ouro foram entregues em 25 de novembro, a maior quantidade em um único dia de competições.
O críquete entrou no programa esportivo dos Jogos pela primeira vez,juntamente com a dança esportiva, Barco Dragão, weiqi e patinação sobre rodas foram adicionados para essa edição. O fisiculturismo foi removido do programa após inumeros casos de doping e controvérsias na arbitragem durante a edição de 2006.
Esta foi a última edição do atual formato dos Jogos, já que em 2009 o Conselho Olímpico da Ásia mudou a rotação dos Jogos Asiáticos e estabeleceu que os 28 esportes olímpicos serão fixos e o comitê organizador deverá escolher sete esportes opcionais entre todos os reconhecidos pela entidade.
Abaixo a lista de modalidades que foram disputadas nos Jogos. Em parênteses o número de eventos em cada modalidade:
| - Atletismo (47) - Aquáticos - Nado sincronizado (3) - Natação (38) - Saltos ornamentais (10) - Polo aquático (2) - Badminton (7) - Barco Dragão (6) - Basquetebol (2) - Beisebol (1) - Bilhar (10) - Boliche (12) - Boxe (14) - Canoagem - Slalom (4) - Velocidade (12) - Caratê (13) | - Ciclismo - BMX (2) - Estrada (4) - Mountain bike (2) - Pista (10) - Críquete (2) - Dança esportiva (10) - Esgrima (12) - Futebol (2) - Ginástica - Artística (14) - Rítmica (2) - Trampolim (2) - Golfe (4) - Halterofilismo (15) - Handebol (2) | - Hipismo (6) - Adestramento - CCE - Saltos - Hóquei sobre grama (2) - Judô (16) - Jogos de tabuleiro - Weiqi (3) - Xadrez (4) - Xiangqi (2) - Kabaddi (2) - Lutas (18) - Patinação sobre rodas - Artística (3) - Velocidade (6) - Pentatlo moderno (4) - Remo (14) | - Rugby sevens (2) - Sepaktakraw (6) - Soft tennis (7) - Softbol (1) - Squash (4) - Taekwondo (16) - Tênis (7) - Tênis de mesa (7) - Tiro (44) - Tiro com arco (4) - Triatlo (2) - Vela (14) - Voleibol - Praia (2) - Quadra (2) - Wushu (15) |

## Quadro de medalhas
País sede destacado. 
| Ordem | País                   | Medalha de ouro | Medalha de prata | Medalha de bronze |       |
| ----- | ---------------------- | --------------- | ---------------- | ----------------- | ----- |
| 1     | China                  | 199             | 119              | 98                | 416   |
| 2     | Coreia do Sul          | 76              | 65               | 91                | 232   |
| 3     | Japão                  | 48              | 74               | 94                | 216   |
| 4     | Irã                    | 20              | 14               | 25                | 59    |
| 5     | Cazaquistão            | 18              | 23               | 38                | 79    |
| 6     | Índia                  | 14              | 17               | 33                | 64    |
| 7     | Taipé Chinesa          | 13              | 16               | 38                | 67    |
| 8     | Uzbequistão            | 11              | 22               | 23                | 56    |
| 9     | Tailândia              | 11              | 9                | 32                | 52    |
| 10    | Malásia                | 9               | 18               | 14                | 41    |
| 11    | Hong Kong              | 8               | 15               | 17                | 40    |
| 12    | Coreia do Norte        | 6               | 10               | 20                | 36    |
| 13    | Arábia Saudita         | 5               | 3                | 5                 | 13    |
| 14    | Bahrein                | 5               |                  | 4                 | 9     |
| 15    | Indonésia              | 4               | 9                | 13                | 26    |
| 16    | Singapura              | 4               | 7                | 6                 | 17    |
| 17    | Kuwait[a]              | 4               | 6                | 1                 | 11    |
| 18    | Catar                  | 4               | 5                | 7                 | 16    |
| 19    | Filipinas              | 3               | 4                | 9                 | 16    |
| 20    | Paquistão              | 3               | 2                | 3                 | 8     |
| 21    | Mongólia               | 2               | 5                | 9                 | 16    |
| 22    | Myanmar                | 2               | 5                | 3                 | 10    |
| 23    | Jordânia               | 2               | 2                | 2                 | 6     |
| 24    | Vietname               | 1               | 17               | 15                | 33    |
| 25    | Quirguistão            | 1               | 2                | 2                 | 5     |
| 26    | Macau                  | 1               | 1                | 4                 | 6     |
| 27    | Bangladesh             | 1               | 1                | 1                 | 3     |
| 28    | Tajiquistão            | 1               |                  | 3                 | 4     |
| 29    | Síria                  | 1               |                  | 1                 | 2     |
| 30    | Emirados Árabes Unidos |                 | 4                | 1                 | 5     |
| 31    | Afeganistão            |                 | 2                | 1                 | 3     |
| 32    | Iraque                 |                 | 1                | 2                 | 3     |
|       | Líbano                 |                 | 1                | 2                 | 3     |
| 34    | Laos                   |                 |                  | 2                 | 2     |
| 35    | Nepal                  |                 |                  | 1                 | 1     |
|       | Omã                    |                 |                  | 1                 | 1     |
| TOTAL | TOTAL                  | 477             | 479              | 621               | 1 577 |

- a. ^ O comitê olímpico do Kuwait foi suspenso pelo Comitê Olímpico Internacional em janeiro de 2010 devido a interferências governamentais, forçando a sua delegação a competir sob a bandeira olímpica.[11]